# Daniel Kevles

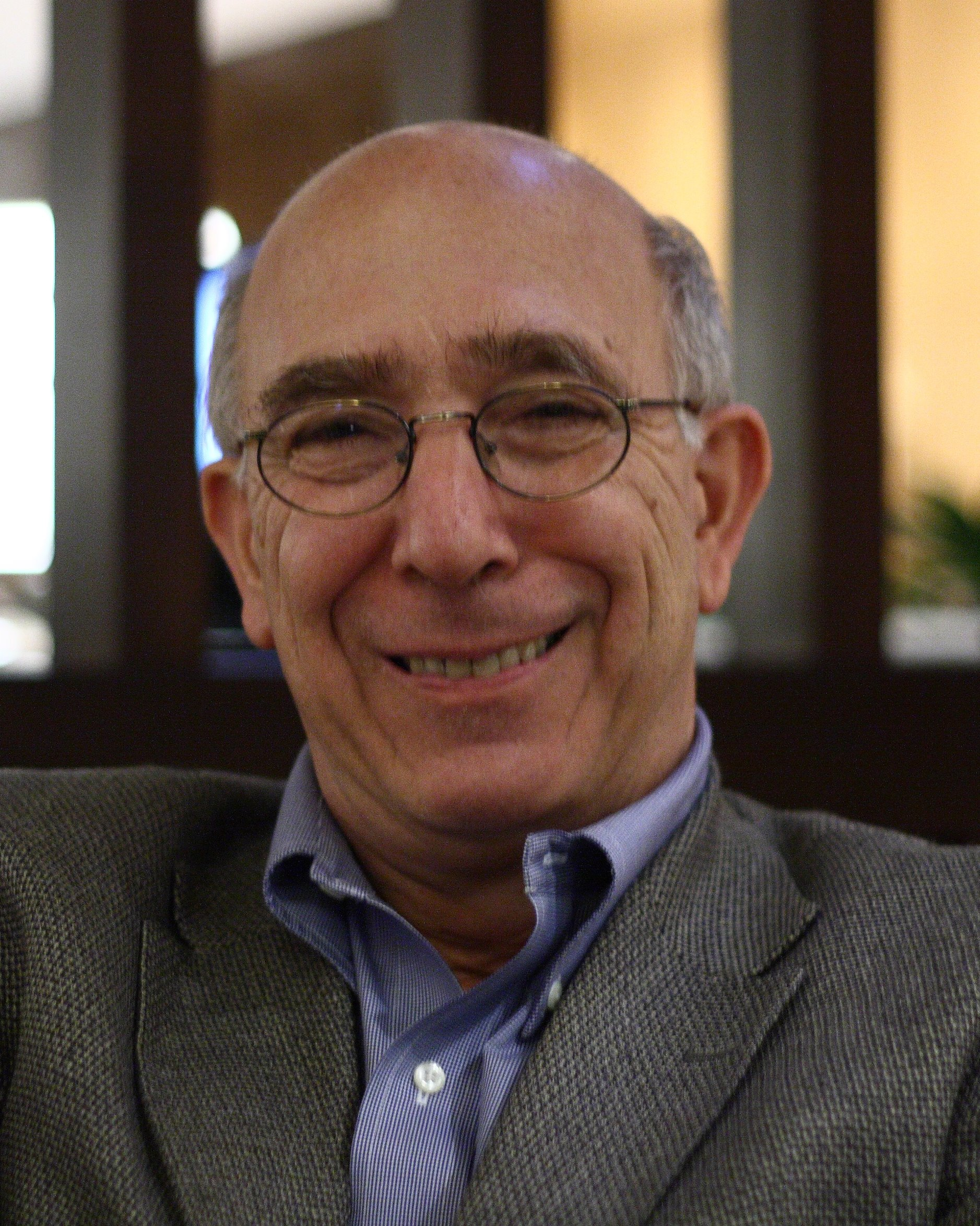
Daniel Kevles 2007

Daniel Jerome Kevles (* 2. März 1939 in Philadelphia) ist ein US-amerikanischer Wissenschaftshistoriker. Er ist Professor an der Yale University.
Kevles studierte an der Princeton University mit dem Bachelorabschluss 1960 und wurde dort 1964 in Geschichte promoviert. Ab 1964 war er Associate Professor und später Professor am Caltech, ab 1986 als Koepfli Professor of Humanities. 1995 bis 1997 war er Vorstand der Fakultät. Ab 2001 war er Stanley Woodward Professor für Geschichte in Yale.
Er befasst sich mit US-amerikanischer und britischer Wissenschaftsgeschichte (speziell Physik und Genetik), wobei er die Beziehung von Wissenschaft und Gesellschaft beleuchtet. Eines seiner Bücher befasst sich mit dem Umgang mit Betrug und Fälschung in der Wissenschaft am Beispiel eines Falles, in den der Nobelpreisträger David Baltimore verwickelt war – dieser unterstützte eine Professorin und Ex-Mitarbeiterin, die seiner Ansicht nach fälschlich der wissenschaftlichen Unredlichkeit bezichtigt wurde und verlor dadurch 1991 seinen Posten als Präsident der Rockefeller University. Das Buch handelte Kevles Kritik vom Mathematiker und Yale-Professor Serge Lang ein, der meinte, Kevles würde zu stark für Baltimore Partei ergreifen und daraufhin in einer seiner Kampagnen vergeblich versuchte, eine feste Anstellung (Tenure) von Kevles in Yale zu verhindern. Er schrieb auch ein Standardwerk über die Geschichte der Eugenik in den USA und ein Buch über die Geschichte der Physiker in den USA. In jüngster Zeit befasste er sich mit der Geschichte Intellektuellen Eigentums in den Biowissenschaften seit dem 18. Jahrhundert.
2001 erhielt er die George-Sarton-Medaille, 1979 den Natural History Society Prize und 1999 den Watson Davis Prize. Er ist Fellow der American Academy of Arts and Sciences, der American Philosophical Society und der American Association for the Advancement of Science.
Er ist seit 1961 verheiratet und hat drei Kinder.

## Schriften
- The Baltimore Case: A Trial of Politics, Science, and Character, Norton 1998
- The Physicists: the history of a scientific community in modern America, Alfred Knopf 1978, Vintage Books 1979, Harvard University Press 1995
- In the name of Eugenics: genetics and the use of human heredity, Harvard University Press 1985, 2. Auflage 1995
- Herausgeber mit Leroy Hood: The Code of codes: scientific and social issues in the Human Genome Project, Harvard University Press 1992
- A history of patenting life in the United States with comparative attention to Europe and Canada: a report to the European Group on Ethics in Science and New Technologies, Europäische Kommission 1992